# ХЯК Хелзинки
ХЯК (на фински: Helsingin Jalkapalloklubi, съкращение от Хелсингин Ялкапало Клуби) е финландски футболен отбор от столицата Хелзинки. Известено ще като ХИК или ХЙК. Клубът се състезава във финландската Вейкауслига., в която са текущи шампиони. Основан през 1907 г., клубът присъства в челните позиции на финландския футбол през по-голямата част от историята. Стадионът на отбора е Теля 5G Арена с 10 770 места, на който играят от 2000 г.
Считани за най-големия футболен клуб във Финландия, ХЯК е най-успешният финландски клуб по отношение на шампионските титли – 29. Отборът има спечелени 13 финландски купи и 5 купи на финландската лига. Много от най-успешните финландски футболисти са играли за ХЯК, преди да сключат договор в чужбина.
ХЯК е единственият финландски клуб, участвал в груповата фаза на шампионската лига на УЕФА. Това се случва през 1998 г.

## Успехи

### Национални
Вейкауслига: (Висша лига)
- Шампион (33, рекорд): 1911, 1912, 1917, 1918, 1919, 1923, 1925, 1936, 1938, 1964, 1973, 1978, 1981, 1985, 1987, 1988, 1990, 1992, 1997, 2002, 2003, 2009, 2010, 2011, 2012, 2013, 2014, 2017, 2018, 2020, 2021, 2022, 2023
- Вицешампион (14): 1921, 1933, 1937, 1939, 1956, 1965, 1966, 1982, 1983, 1999, 2001, 2005, 2006, 2016
- Бронзов медалист (13): 1954, 1968, 1969, 1974, 1976, 1979, 1980, 1986, 1993, 1994, 1995, 2015, 2024

Купа на Финландия:
- Носител (14, рекорд): 1966, 1981, 1984, 1993, 1996, 1998, 2000, 2003, 2006, 2008, 2011, 2014, 2016/17, 2020
- Финалист (7): 1975, 1985, 1990, 1994, 2010, 2016, 2017/18

Купа на лигата:
- Носител (5, рекорд):1994, 1996, 1997, 1998, 2015
- Финалист (3): 1995, 2009, 2012

Суперкупа на Финландия:
- Носител (12): 1990, 1997, 2002, 2003, 2005, 2009, 2010, 2011, 2012, 2013, 2014, 2017